# Pachyrhinosaurus canadensis
Pachyrhinosaurus canadensis es una especie y tipo del género extinto Pachyrhinosaurus (gr. "lagarto de nariz gruesa") de dinosaurio ceratopsiano ceratópsido, que vivió a finales del período Cretácico, hace aproximadamente entre 73 y 70 millones de años, en el Maastrichtiense, en lo que hoy es Norteamérica. 
Pachyrhinosaurus canadensis, fue descrito en 1950 por Charles Mortram Sternberg basándose en el holotipo de cráneo incompleto NMC 8867 y el paratipo de cráneo incompleto NMC 8866, que incluía la parte anterior del cráneo pero carecía de la mandíbula inferior derecha y el "pico". Estos cráneos fueron recolectados en 1945 y 1946 de la arcilla arenosa de la Formación Cañón Herradura en Alberta, Canadá. En los siguientes, se recuperaría material adicional en la localidad de Scabby Butte de la Formación St. Mary River cerca de Lethbridge, Alberta, a partir de sedimentos terrestres que se consideran de entre 74 y 66 millones de años. Estos fueron algunos de los primeros sitios de dinosaurios encontrados en la provincia, en la década de 1880. La importancia de estos descubrimientos no se comprendió hasta poco después de la Segunda Guerra Mundial, cuando se llevaron a cabo excavaciones preliminares.
Otro cráneo de Pachyrhinosaurus fue sacado de la localidad de Scabby Butte en 1955, y luego, en 1957, Wann Langston Jr. y un pequeño equipo excavaron restos de Pachyrhinosaurus adicionales. La Universidad de Calgary tiene planes de reabrir este importante sitio algún día como una escuela de campo para estudiantes de paleontología de nivel universitario. En la localidad de Scabby Butte también se recuperaron varios especímenes, NMC 21863, NMC 21864, NMC 10669 asignados en 1975 por W. Langston, Jr. a Pachyrhinosaurus. Otro lecho de huesos de Pachyrhinosaurus , en el río Wapiti al sur de Beaverlodge en el noroeste de Alberta, fue trabajado brevemente por el personal del Museo Royal Tyrrell a fines de la década de 1980, pero ahora se trabaja anualmente durante un par de semanas cada verano desde 2006 por la Universidad de Alberta. El material de este sitio parece referirse a Pachyrhinosaurus canadensis.